# Jezioro Toniszewskie
Jezioro Toniszewskie – jezioro w woj. wielkopolskim, w powiecie wągrowieckim, w gminie Wągrowiec, leżące na terenie Pojezierza Chodzieskiego.

## Dane morfometryczne
Powierzchnia zwierciadła wody według różnych źródeł wynosi od 36,0 ha przez 36,19 ha do 44,6 ha.
Zwierciadło wody położone jest na wysokości 86,8 m n.p.m. lub 88,1 m n.p.m. lub też 86,6 m n.p.m. Średnia głębokość jeziora wynosi 1,9 m, natomiast głębokość maksymalna 3,2 m lub 3,3 m.